# Пожидаєв Іван Ілліч
Іван Ілліч Пожидаєв (22 серпня 1922, село Пєрвая Часть або селище Тім, тепер Тімського району Курської області, Російська Федерація — ?) — український радянський діяч, голова колгоспу імені Леніна села Колосова Кременецького району Тернопільської області. Депутат Верховної Ради СРСР 9-го скликання.

## Біографія
Народився в селянській родині. Освіта середня. З 1939 року — секретар народного суду Тімського району Курської області РРФСР.
З червня 1941 по 1946 рік — у Червоній армії, учасник німецько-радянської війни з 1941 року. Служив командиром 1-ї батареї 517-го гвардійського окремого і 3-го мінометного дивізіонів 15-ї гвардійської мінометної бригади 3-ї гвардійської мінометної дивізії. Воював на Ленінградському, Воронезькому, Південно-Західному, Брянському, 1-му Українському фронтах.
Член ВКП(б) з квітня 1943 року.
У 1946—1953 роках — інструктор, завідувач відділу районного комітету КП(б)У Тернопільської області.
У 1953—1960 роках — голова колгоспу імені Жданова Вишнівецького (потім — Кременецького) району Тернопільської області.
З 1960 року — голова колгоспу імені Леніна села Колосова Кременецького району Тернопільської області.
Потім — на пенсії в місті Крем'янець Тернопільської області.

## Звання
- гвардії молодший лейтенант
- гвардії лейтенант

## Нагороди
- орден Леніна
- орден «Знак Пошани» (26.02.1958)
- орден Вітчизняної війни І ст. (16.02.1945)
- орден Вітчизняної війни ІІ ст. (6.04.1985)
- орден Червоної Зірки (1.05.1944)
- медаль «За бойові заслуги» (2.08.1943)
- медаль «За перемогу над Німеччиною у Великій Вітчизняній війні 1941—1945 рр.» (9.06.1945)
- медалі